# Ľudovít Ódor
Ľudovít Ódor, all'anagrafe Lajos Ódor (Komárno, 2 luglio 1976), è un economista e politico slovacco, europarlamentare per la Slovacchia dal 16 luglio 2024.
In precedenza, egli è stato presidente del Governo della Repubblica Slovacca dal 15 maggio al 25 ottobre 2023, a capo di un gabinetto tecnico che è rimasto in carica fino alle successive elezioni parlamentari. Dal 2018 alla sua nomina governativa era stato vice-governatore della Banca nazionale slovacca.

## Biografia
Ľudovít Ódor è nato a Komárno, in Cecoslovacchia, il 2 luglio 1976. È un membro della minoranza ungherese in Slovacchia. Ha terminato gli studi secondari presso il Selye János Gymnasium di lingua ungherese nella sua città natale. Ha frequentato l'Università Comenio di Bratislava, ottenendo nel 1999 una laurea magistrale in matematica e management. Oltre al nativo ungherese, parla correntemente lo slovacco e l'inglese.

### Carriera economica (1999-2023)
Dopo aver completato gli studi presso l'Università Comenio, Ódor è diventato analista per Československá obchodní banka nell'aprile 1999, lasciando la sua posizione nel 2001 per lavorare per la Slovak Rating Agency; dopo due anni Ódor divenne il capo economista del Ministero delle finanze della Repubblica slovacca. Nel gennaio 2006 è diventato membro del consiglio della Banca nazionale di Slovacchia e consigliere dell'allora Presidente del Governo Iveta Radičová e dell'allora ministro delle finanze Ivan Mikloš dal 2010 al 2012. Nel settembre 2015 Ódor è stato nominato vicepresidente della Rete di istituzioni fiscali indipendenti dell'Unione europea, restando in carica fino a ottobre 2017, quando è diventato membro del consiglio di sorveglianza di Slovenská sporiteľňa e membro del Consiglio per la responsabilità del bilancio fino a febbraio 2018.
Nel febbraio 2018 Ódor è diventato vicegovernatore della Banca nazionale di Slovacchia a seguito della nomina da parte di Most-Híd. È co-fondatore dell'Institute for Financial Policy, che ha diretto dal 2003 al 2005, e del Dipartimento Value for Money presso il Ministero delle Finanze, nonché del Consiglio indipendente per la responsabilità del bilancio. Inoltre, Ódor è visiting professor presso la Central European University dal 2016. È anche membro del consiglio di studio dell'Collegio ungherese di studi avanzati di Bratislava (PMSZ).
Durante la sua carriera Ódor è stato coautore dell'introduzione di una flat tax del 19% come parte della riforma fiscale del 2004 di Mikuláš Dzurinda, che ha migliorato l'immagine della Slovacchia tra gli investitori stranieri e ha avviato il paese a diventare una "tigre" economica europea. Ha anche svolto un ruolo nella riforma del sistema pensionistico, nell'adozione dell'euro e nella creazione di regole di bilancio.

### Presidente del Governo (2023)
Il 7 maggio 2023 il primo ministro ad interim Eduard Heger, che ha guidato la maggioranza in parlamento fino a settembre 2022, quando il partito libertario Libertà e Solidarietà ha lasciato la coalizione di governo, si è dimesso dopo uno scandalo sullo scorretto uso di sovvenzioni statali da parte di un ministro e la conseguente serie di dimissioni di altri membri del gabinetto che non potevano essere sostituiti durante un governo ad interim. Heger ha chiesto al presidente di nominare un governo tecnico. Ódor e il suo gabinetto, scelti dalla presidente Zuzana Čaputová, sono entrati in carica il 15 maggio 2023.

#### Politica interna
Secondo il suo sito web Ódor crede nel pragmatismo e nell'economia basata sui fatti.

### Vita privata
È sposato e padre di due figli.

## Pubblicazioni
- (EN) Miroslav Beblavý, David Cobham e Ľudovít Ódor (a cura di), The Euro Area and the Financial Crisis, New York, Cambridge University Press, 2011, DOI:10.1017/CBO9781139044554, ISBN 978-1-107-01474-9, LCCN 2011027489.
- (EN) Ľudovít Ódor (a cura di), Rethinking Fiscal Policy after the Crisis, New York, Cambridge University Press, 2017, DOI:10.1017/9781316675861, ISBN 978-1-107-16058-3, LCCN 2016050853.